# Sukhoi Su-57
Il Sukhoi Su-57 (in cirillico: Сухой Су-57, nome in codice NATO: Felon), noto anche come T-50 durante la fase di sviluppo, è un caccia multiruolo stealth di fabbricazione russa sviluppato dalla Sukhoi all’inizio degli anni 2010 ed entrato in servizio nelle forze aerospaziali russe a partire dal 2020.
Progettato per essere un aereo stealth multifunzione in grado di garantire supremazia aerea sull'avversario e per condurre missioni di attacco al suolo, il velivolo, il primo di 5ª generazione realizzato in Russia, è in grado di operare in modalità autonoma, di coordinare l'operato dei propri gregari e di interfacciarsi attivamente con droni da combattimento al fine di potenziare lo spettro dei propri sensori.
In precedenza identificato con l'acronimo PAK-FA (dall'omonimo programma da cui ha avuto origine), ha acquisito ufficialmente la denominazione Su-57 nell'agosto del 2017 ed è stato messo alla prova nei cieli della Siria durante la guerra civile siriana.
Ha ricevuto il battesimo del fuoco nel corso del conflitto in Ucraina del 2022.
Ne è in corso l'integrazione con il drone da combattimento pesante S-70 Okhotnik e ne è stata realizzata una versione da esportazione, denominata Su-57E e una versione navale denominata Su-57K.

## Storia

### Sviluppo
Lo sviluppo del Su-57 ha avuto origine dal programma PAK-FA (in cirillico: Перспективный авиационный комплекс фронтовой авиации) per la creazione di un Sistema Aereo Futuro di Prima Linea. Sono presenti due versioni: il monoposto designato come Su-57 e il biposto, designato come Fifth Generation Fighter Aircraft (FGFA), al cui sviluppo partecipa anche l'India. Avrà il compito di sostituire i MiG-29 Fulcrum e Su-27 Flanker e confrontarsi con i rivali statunitensi F-22, F-35 e quelli cinesi Chengdu J-20.
Lo sviluppo di questo velivolo è curato da un consorzio capeggiato da Sukhoi e la realizzazione avviene insieme con la Novosibirsk Aircraft Production Association (NAPO) e la Komsomolsk-na-Amur Aircraft Production Association (KnAAPO).

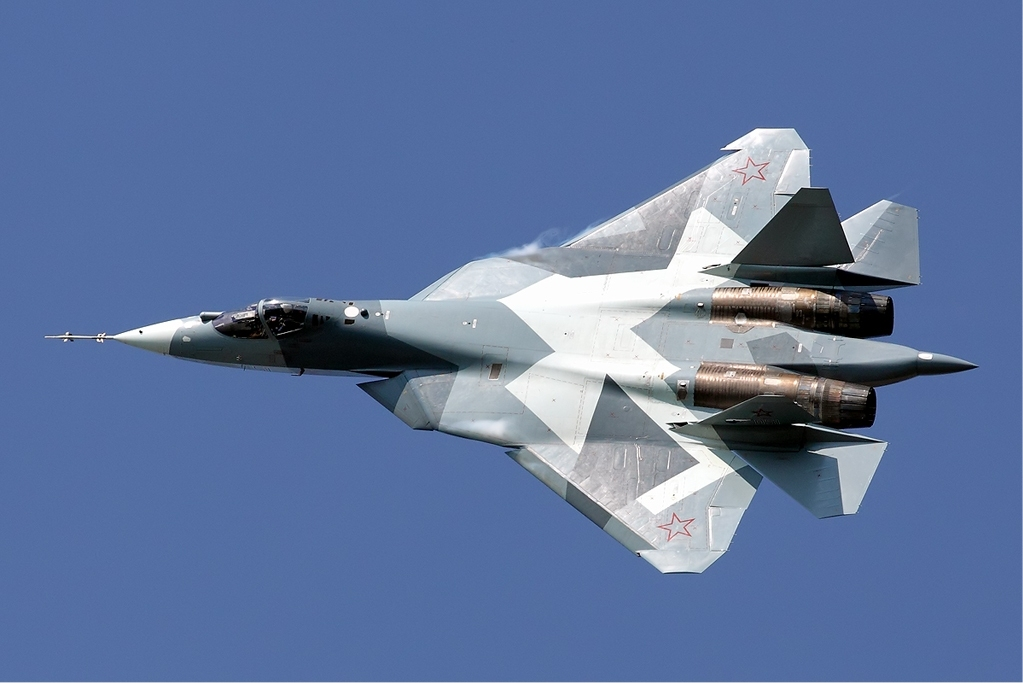
Il Sukhoi Su-57 in volo.

La base aerea presso la quale vengono effettuati i test di sviluppo è Akhtubinsk, nelle vicinanze della città di Volgograd, nel sud della Russia.
Il primo prototipo ha effettuato con successo il volo inaugurale della durata di 47 minuti il 29 gennaio 2010, dalla base della Komsomolsk-on-Amur Aircraft Production Association nell'aeroporto Dzemgi, con il famoso pilota Sergey Bogdan alla guida. Il secondo prototipo ha volato per la prima volta il 3 marzo del 2011. I primi due prototipi erano privi di radar e sistemi d'armamento. Il terzo, dotato di un nuovo radar AESA, ha volato per la prima volta il 22 novembre 2011. Il quarto prototipo ha volato per la prima volta il 12 dicembre 2012. Il quinto prototipo ha volato il 27 ottobre 2013 pilotato da Yury Vashchuk, Sukhoi Chief Pilot ed eroe della Federazione Russa.
Gli 11 prototipi completati hanno superato i test di fabbrica e statali e proseguono il lavoro di test-bed per l'integrazione di nuove tecnologie sulla piattaforma.
A fine 2023 la United Aircraft Corporation ha depositato un brevetto per una versione biposto del velivolo ed ha contestualmente comunicato la firma di un'estensione del contratto di acquisizione da parte del ministero della difesa russo del Su-57 portando il totale a quasi raddoppiare rispetto all'ordine originale del 2019.
Nel novembre 2024 due prototipi sono stati per la prima volta esposti ad un salone aeronautico estero, lo Zhuhai Airshow in Cina, nel corso del quale sono stati siglati contratti di acquisizione delle versione da esportazione con uno o più clienti esteri.
Entro il 2025, è previsto l'ingresso in produzione di una versione aggiornata del Su-57 sviluppata secondo i dettami del progetto "Megapolis".

### Test
A fine febbraio 2018 la Russia ha inviato 4 prototipi del Su-57 nella base russa di Chmejmim in Siria per probabili test operativi.

### Produzione
L'entrata in servizio del Su-57 era prevista per il primo semestre del 2019, quasi tre anni in ritardo rispetto alle previsioni. Il governo russo avrebbe manifestato l'intenzione di dotarsi di almeno 450 Su-57 entro il 2040, ma alla luce della situazione economica del paese ed il cartellino dei caccia di 5ª generazione, tali cifre si ritengono difficilmente raggiungibili dalla stampa specialistica occidentale.
Il 15 maggio 2019, Vladimir Putin ha annunciato l'acquisto da parte del Ministero della difesa della Russia di 76 Su-57, che dovrebbero entrare in servizio con tre gruppi aerei entro il 2028. Il valore del contratto è stimato in 170 miliardi di rubli - circa trentacinque milioni di dollari per esemplare - l'aereo più costoso nella storia dell'aviazione russa. L'ordine garantirebbe il pieno utilizzo della capacità della fabbrica di aeromobili di Komsomol'sk-na-Amure per almeno un decennio.
Il 24 dicembre del 2019, durante un volo di collaudo, un Su-57 di pre-serie, a pochi giorni dalla consegna alla VVS russa, è precipitato. Secondo quanto riportato dalle agenzie di stampa russe, il velivolo ha sofferto di un'avaria ai propri sistemi che ha indotto il pilota ad eiettarsi con successo.
Il 25 dicembre 2020 è stato consegnato alle forze aerospaziali russe, più precisamente al 929° Centro di volo (GLIT) di Akhtubinsk, il primo esemplare di serie seppur equipaggiato con motori di grado evolutivo inferiore al previsto.
Nel dicembre 2021 consegnati altri 2 esemplari (51 e 52 blu). Nel febbraio 2022 consegnata ulteriore coppia di velivoli (01 e 52 rosso). Ulteriori 4 esemplari consegnati a dicembre 2022.
Nel dicembre 2023 è stata dichiarata la consegna di almeno una decina di nuovi velivoli e la risoluzione dei rimanenti colli di bottiglia nelle fasi di assemblaggio finale della catena produttiva.
Nel 2024, sono 4 gli esemplari consegnati alle forze armate nel 2024 ripresi in video, nonostante il rateo delle consegne ed ulteriori dichiarazioni inducano a pensare che le unità consegnate non siano inferiori all'anno precedente.
Nel febbraio 2025, l'Algeria diventa il primo paese estero ad acquistare il Su-57E.

### Impiego operativo
Fonti russe affermano che i caccia Su-57 siano stati utilizzati due o tre settimane dopo l'inizio dell'invasione russa dell'Ucraina nel 2022, colpendo obiettivi con missili dal di fuori della zona di attività delle difese aeree ucraine. Secondo il ministero della difesa ucraino, due Su-57 sarebbero stati danneggiati da droni ucraini presso l'aeroporto di Achtubinsk il 10 giugno 2024.

## Caratteristiche

### Design

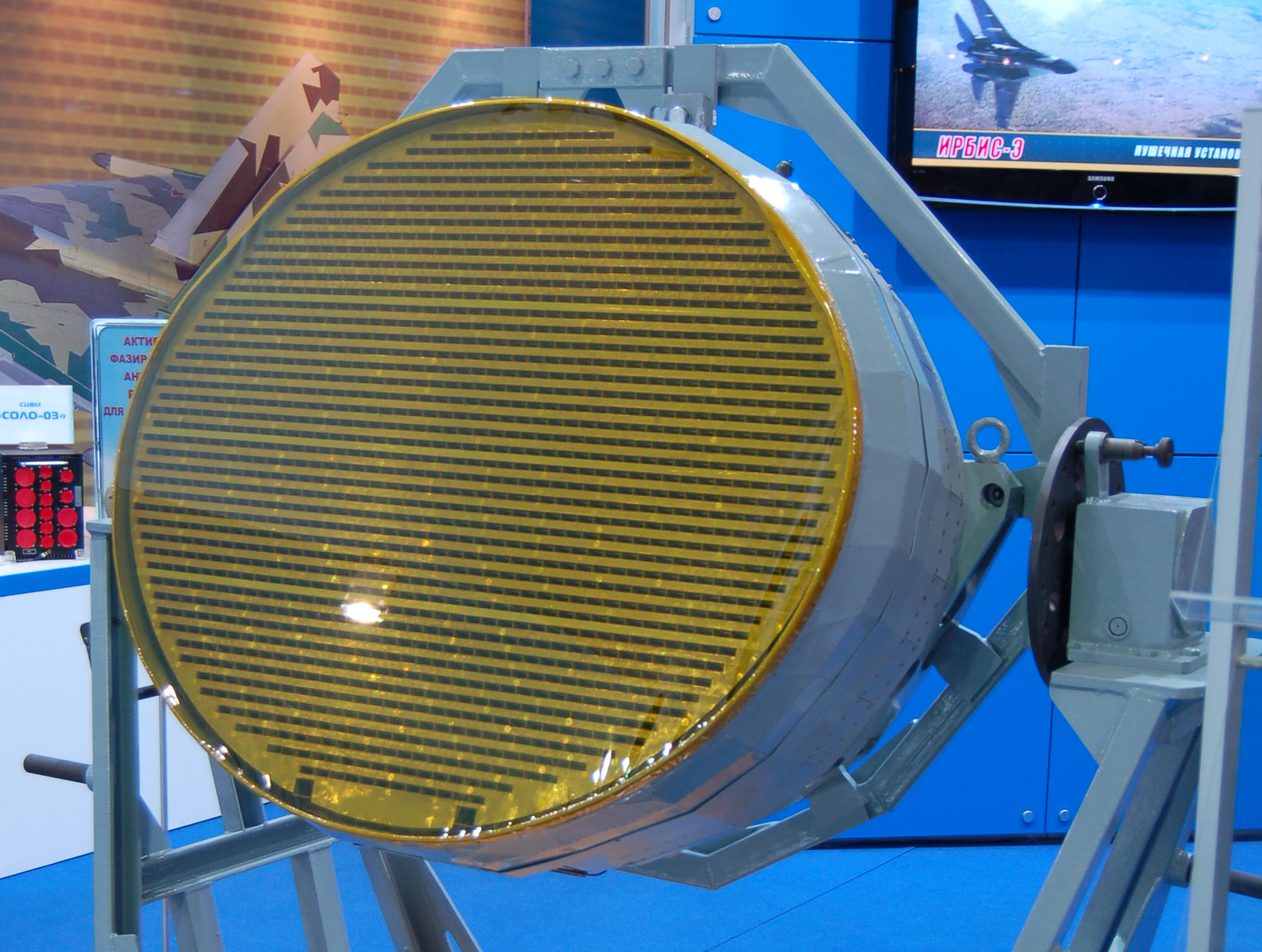
Radar AESA NIIP per l'Su-57 in esposizione all'edizione 2009 del salone internazionale dell'aeronautica e dello spazio di Mosca (MAKS).

Come per tutti gli aerei invisibili ai radar, anche l'Su-57 impiega delle geometrie particolari delle ali e degli alettoni, materiali compositi, speciali verniciature, mentre i compressori dei motori sono nascosti da una serpentina e da particolari elementi per deviare le onde dei radar.
Essendo l'aereo ancora in fase di sviluppo, è difficile determinare la reale efficacia delle soluzioni adottate, ma, secondo le analisi di molti esperti, dovrebbe avere delle performance in linea con la produzione occidentale.

### Avionica
L'Su-57 è stato dotato di un nuovo radar AESA, come dichiarato dalla stessa casa costruttrice in un comunicato stampa dell'8 agosto 2012. Il radar, che è stato sviluppato dal Tikhomirov Scientific Research Institute of Instrument Design utilizzando nanotecnologie realizzate in Russia, comprende elementi attivi nella banda X sul fronte, ai lati dell'aereo e sul posteriore, e due elementi attivi nella banda L nelle semiali. Nella suite dei sensori è stato previsto anche un sensore ad infrarossi.
È in corso l'integrazione di un casco multifunzione che permetta al pilota non solo di visualizzare le informazioni tecniche e di navigazione del velivolo, bensì anche lo spazio esterno allo stesso.

### Armamento
Il progetto del caccia prevede sia l'utilizzo di armamenti esterni collegati alle ali, che di due alloggiamenti interni di ampie dimensioni ricavati nella fusoliera del velivolo, studiati per mantenere al meglio l'invisibilità ai radar, oltre ad un probabile cannoncino frontale. Il Su-57 ha una capacità di carico di armamenti di 7500 kg.
Nel corso dei test di stato, si è appurato della presenza di 4 piloni esterni destinati all'alloggiamento del carico bellico: una coppia collocata al di sotto della fusoliera ed un pilone sotto ciascuna ala.

### Propulsione
I motori appositamente pensati per il Su-57, gli AL-51F1 (Izdeliye-30) sono ancora in fase di sviluppo.
A seguito del roll-out del secondo prototipo dell'S-70 con ugello motore piatto, si è speculato di una possibile adozione di tale soluzione tecnica anche per i futuri propulsori del Su-57.
A detta di alcune fonti, i velivoli di nuova produzione sarebbero dovuti essere equipaggiati con il nuovo motore a partire da metà 2022. Al 2024 il nuovo propulsore non è ancora stato integrato sui velivoli di serie, nonostante si siano registrati avanzamenti sul finire dell'anno con la pubblicazione di materiale relativo al roll-out di un prototipo dotato di propulsore ad ugello piatto.

## Varianti
Su-57: versione originale
Su-57E: versione da esportazione
Su-57K: versione imbarcata
FGFA: versione biposto sviluppata in collaborazione con l'India per l'Aeronautica militare.

## Utilizzatori
Russia
- Vozdušno-kosmičeskie sily

76 ordinati in totale con consegne a partire dal 2019. Ordine ampliato nel 2023 e quasi raddoppiato secondo le fonti dell'azienda. A dicembre 2024 dovrebbero essere circa 30 gli esemplari in servizio.
 Algeria
- Al-Quwwat al-Jawwiyya al-Jaza'iriyya

Secondo i media algerini, l'11 febbraio 2025 sarebbe stato formalizzato un ordine (già annunciato da fonti russe a novembre 2024) di un numero non precisato (forse 14) di Su-57E, con consegne a partire dalla fine dello stesso anno.